# Ljepenka
Ljepenka je deblja i veće površinske mase od kartona. Čvrsta granica između kartona i ljepenke nije određena, no najčešće se ljepenkom nazivaju proizvodi s gramaturom većom od 500 g/m2. Ponekad se, međutim, dorađeni proizvodi od kvalitetnijih sirovina nazivaju kartonima bez obzira na veću gramaturu i debljinu. Prema upotrijebljenim sirovinama razlikuju se: 
- bijela i smeđa ljepenka, koje se izrađuju od bijele ili smeđe drvenjače bez dodataka,
- zatim siva ljepenka (nekeljena) od miješanih papirnih otpadaka, miješana ljepenka od miješanog starog papira i žute slamne celuloze i
- slamna ljepenka samo od žute slamne celuloze.

Površina ljepenke može biti dorađena keljenjem, impregniranjem i slično.

## Podjela papira prema gramaturi
Prema gramaturi razlikuju se: 
- lakši papiri (od 10 do 60 g/m2),
- srednje teški papiri (od 60 do 120 g/m2),
- polukartoni (od 150 do 200 g/m2),
- kartoni (od 200 do 500 g/m2) i
- ljepenke (više od 500 g/m2).

### Kartoni i ljepenke
Kartoni i ljepenke se, osim po gramaturi, od papira razlikuju i po izgledu i po mehaničkim svojstvima. Proizvode se, za razliku od papira, na papirnom stroju s cilindričnim rotirajućim sitom djelomično uronjenim u papirnu suspenziju. Ako je takvih sita više, njegove se vrpce mogu spojiti u jedinstven proizvod. Osim ravnoga kartona, proizvode se i: valoviti karton, izrađen lijepljenjem više (do sedam) ravnih i valovitih slojeva papira, u mnogim je područjima primjene istisnuo obični karton i ljepenku; gips-karton, višeslojni vodootporni karton za potrebe građevinarstva; karton za pakiranje prehrambenih tekućina, od čiste bijeljene celuloze, oslojava se polietilenom, aluminijskom folijom i voskovima, gladak, mekan, pogodan za izradbu kutija i prihvat tiska; sivi karton,od otpadnoga papira, u jednom ili više slojeva.